# Sigrid Svendsdatter
Sigrid Svendsdatter (død efter 1066) var en frilledatter af Svend Estridsen.
Gift med den vendiske fyrste Godskalk (Gottskalk) (død 1066), der var søn af obotritterfyrsten Prinbinjew og en dansk mor.
Vores kendskab til Sigrid indskrænker sig til hendes ægteskab med Godskalk, som omkring 1029 trådte i Knud den Stores tjeneste og senere blev hjulpet af Svend Estridsen til at genvinde sin fars herredømme i Venden. Sandsynligvis har han ved denne lejlighed giftet sig med Sigrid. 
Godskalk forkyndte kristendommen for sit hedenske folk og prøvede at omvende dem, og i det store hedenske oprør i sommeren 1066 blev han myrdet. Hans enke blev mishandlet og flygtede med deres søn Henrik til Danmark. Senere giftede hun sig vistnok med markgreve Udo 3. af Stade. 
Hendes senere skæbne kendes ikke, men sønnen Henrik rejste omkring år 1100 krav på sin mødrenearv i Danmark. Hans morbror, kong Niels, ville ikke udbetale den, og Henrik foretog derfor stadige angreb på sydgrænsen ved Ejderen. Til sidst nedkæmpede han kong Niels og den danske hær i slaget ved Ljutka. Stridighederne blev først bragt til ende ved Knud Lavards indgriben, da Knud sørgede for, at Henrik blev tilkendt sine danske godser. De to fætre opretholdt derefter venskabet. 